# Sipha burakowskii
Sipha burakowskii är en insektsart. Sipha burakowskii ingår i släktet Sipha och familjen långrörsbladlöss. Inga underarter finns listade i Catalogue of Life.